# 나가노 사토시
나가노 사토시(일본어: 長野 聡, 1982년 8월 2일 ~ )는 일본의 전 축구 선수이다.

## 구단 경력
과거 아비스파 후쿠오카, 도쿄 베르디, 기라반츠 기타큐슈에서 활동하였다.